# Statische Erregereinrichtung

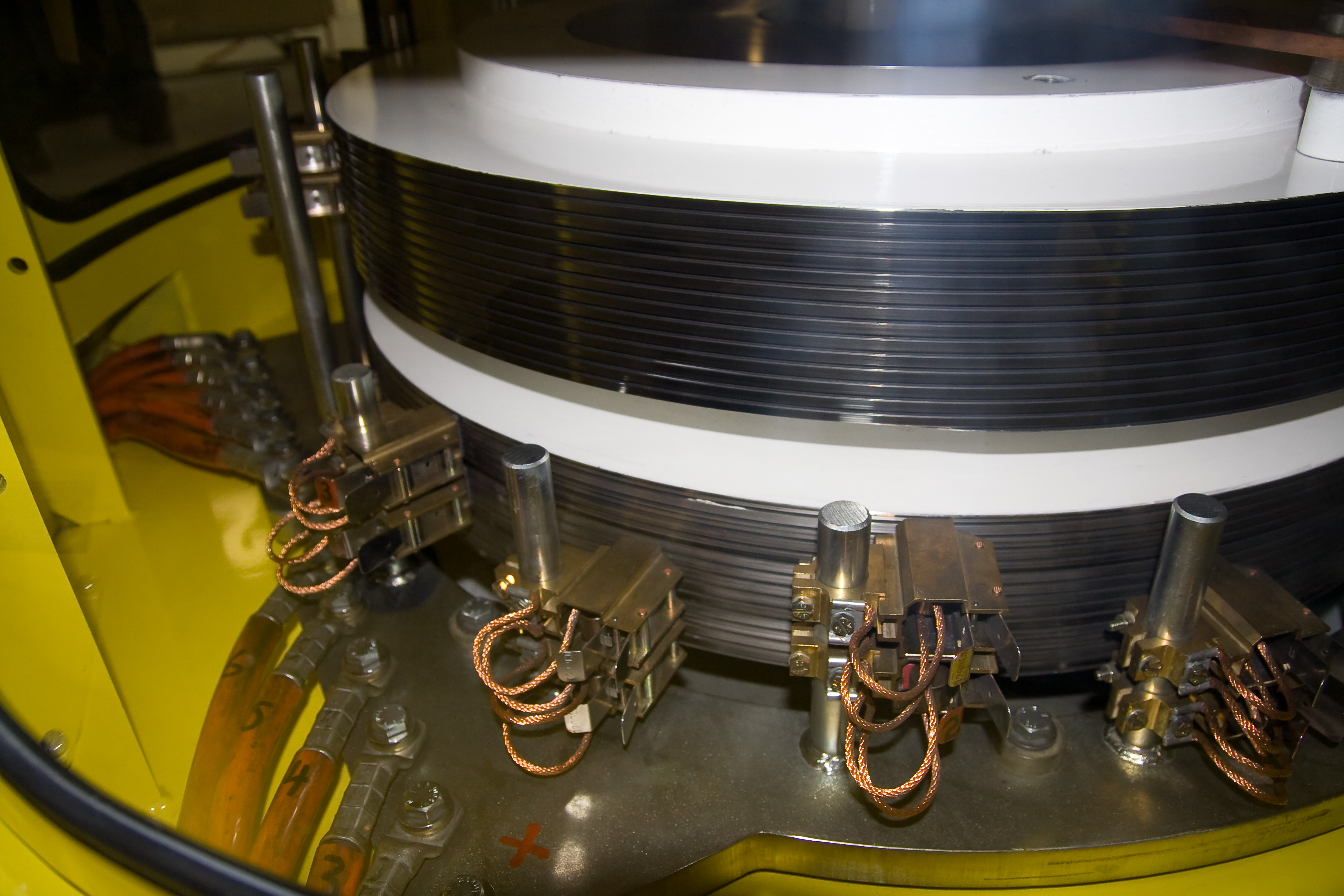
Schleifringe und Kohlebürsten eines Synchrongenerators im Kraftwerk Amsteg

Die statische Erregereinrichtung ist ein Erregersystem für Synchronmaschinen und dient der Bereitstellung und Regelung der notwendigen Erregerenergie. Die Bezeichnung statisch bezieht sich darauf, dass die Einrichtung aus feststehenden Komponenten, wie z. B. dem Erregertransformator, besteht. Die Erregerenergie wird vollständig dem elektrischen Netz entnommen.
Neben der statischen Erregung findet man auch ein dynamisches Erregersystem: die bürstenlose Erregermaschine (Aussenpol-Synchrongenerator, mit rotierenden Gleichrichtern).

## Aufbau

SG: Drehstrom-Synchrongenerator; ET: Erregertransformator; V1: Thyristorstellglied; I_{E}: Erregerstrom.

Die statische Erregereinrichtung besteht aus einem Erregertransformator, der üblicherweise aus dem Eigenbedarfsnetz gespeist wird. Der Erregertransformator transformiert die angelegte Spannung auf die nötige Erregerspannung, die zum Spannungsregler (häufig ein netzgeführtes Thyristorstellglied) zugeführt wird. Dort wird der erforderliche Erreger-Gleichstrom geregelt und der Maschine mittels Schleifring-Bürstenapparat (2 Schleifringe für plus und minus und zugehörige Kohle-Bürstensätze) der Rotor(Erreger)wicklung zugeführt. Wegen der großen Erregerströme werden mehrere Kabel parallel verlegt und auf mehrere Kohlebürsten verteilt. Im Erregerkreis befindet sich eine Entregungsschaltung, die beim Ausschalten der Maschine oder im Fehlerfall wirkt.

## Vor- und Nachteile

### Vorteile
- Da die Erregerleistung direkt über das Thyristorstellglied geregelt wird und nicht etwa wie bei der bürstenlosen Erregung indirekt über die Hilfserregerleistung der Erregermaschine, bietet die statische Erregung eine sehr hohe Regeldynamik.
- Wartung der Schleifringe und Kohlebürsten im Betrieb möglich
- Schnellentregung möglich
- Bürstenapparat wird zum Anfahren des Turbosatzes (Generator wird als Motor betrieben) durch den Anfahrumrichter (SFC-Static Frequency Converter) mittels Frequenz/Spannungsregelung genutzt

### Nachteile
- Reibungs- und Stromverluste durch Bürsten und Schleifringe
- Bürstenverschleiß ggfs. Bürstenfeuer
- kein Einsatz in Ex-geschützten Bereichen
- sehr großer Generator-Spannungsreglerschrank
- aufwändige Verkabelung

## Geltende Normen
- DIN EN IEC 60034-3 - Drehende elektrische Maschinen - Teil 3: Besondere Anforderungen an Synchrongeneratoren, angetrieben durch Dampfturbinen oder Gasturbinen, und an synchrone Phasenschieber (Vorsichtsmaßnahmen für den drehenden Teil der Erregereinrichtung bei wasserstoffgekühlten Generatoren)
- DIN EN 60034-16-1 – Drehende elektrische Maschinen – Teil 16-1: Erregersysteme für Synchronmaschinen – Begriffe
- E DIN IEC/TS 60034-16-2 - Drehende elektrische Maschinen - Teil 16-2: Erregersysteme für Synchronmaschinen – Modelle für Untersuchungen des Energieversorgungsnetzes
- Normenreihe IEEE 421